# ウィリアム・ルト
ウィリアム・キプチルチル・サモエイ・アラップ・ルト（英語: William Kipchirchir Samoei Arap Ruto、1966年12月21日 - ）は、ケニアの政治家。2022年から同国大統領を務める。2002年には内務大臣、2008年から2010年まで農業大臣、2013年から2022年まで副大統領の任にあった。1998年から2013年まで、エルドレッド北選挙区から国会議員に選出されている。統一民主同盟の党首として、選挙に立候補した。最高裁の支持を受け、第5代大統領に就任。

## 経歴

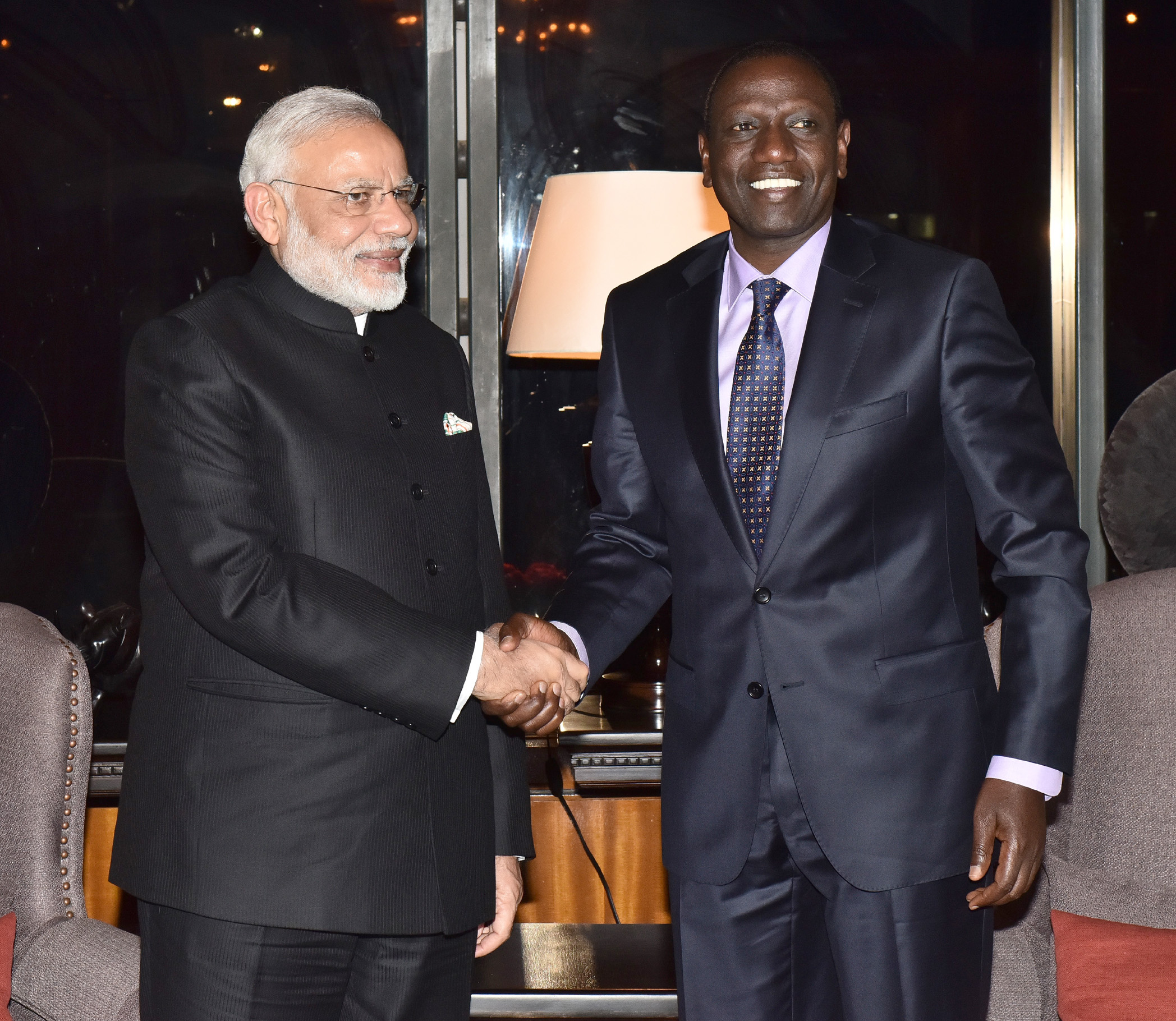
インドのナレンドラ・モディ首相（左）と握手するウィリアム・ルト（右）

リフトバレー州エルドレット近郊のカマグートにて、ダニエル・チェルイヨットとサラ・チェルイヨットの子として生まれた。ナイロビ大学では1990年に植物学と動物学の学士号を取得し、卒業した。しかし、博士号を取得するためにナイロビ大学に再入学したが、数年の挫折を経て、2018年に博士号を取得し、卒業。在学中に大学の礼拝堂で、ダニエル・アラップ・モイ大統領の演説を聞いたことが政界への進出を志すきっかけとなった。
1990年から2年間は教師を務め、地元の合唱団の団長にも就任した。1997年のケニア総選挙では国会議員に立候補し、後に選出された。2002年にモイの後継者に指名されたウフル・ケニヤッタの議員立候補を支持したことで、内務相の地位を得た。2005年にはKANUの事務局長に就任。
2008年から2010年までは農業相を務めていたが、国際刑事裁判所 (ICC) から2007年の選挙後に発生した暴動に関連して、人道に対する罪で告発される。後に裁判所は不正があったとして、起訴を取り下げた。2011年には閣僚の座を追われ、議員の座に留まった。2013年にはウフル・ケニヤッタと共にジュビリー党を結成したことでケニヤッタは大統領、ルトは副大統領に選出される。
2017年には武装集団に自宅を襲撃されたが、ルト自身は外出中であったため、自宅の警備員が負傷した以外に被害はなかった。犯人は2日後に警察当局に射殺された。
2022年8月9日に実施された大統領選挙では、48.8%対50.5％で元ケニア首相であるライラ・オディンガ候補を破った。しかしオディンガは選挙に不正があったとして、オティンガの支持者が抗議。最終的には最高裁がルト氏の当選を全会一致で承認した。

## 私生活
レイチェルと結婚し、自宅の敷地に広大な屋敷と礼拝堂、養鶏場を保持している